# Signal (girl next doorの曲)
「signal」（シグナル）は、日本の音楽ユニット・girl next doorの15作目のシングル。

## 概要
- 前作「ブギウギナイト」から約6か月ぶりのシングル。
- 今作から五十嵐充が共同編曲及びサウンドプロデュースを務めた[1][2]。
- 当初表題曲とカップリング曲、どちらを表題曲にするかメンバーとスタッフで意見が分かれており現表題曲のミュージック・ビデオだけ先行して制作された。それを元に同年4月29日に開催されたイベント『ニコニコ超会議』での特別番組で視聴者の意見を仰ぎ、現在の形に落ち着いたという[1][2]。
- 表題曲は日本テレビ系列『スッキリ!!』のエンディングテーマ及び同系列『気になる通販ランキング!ポシュレデパート深夜店』のオープニングテーマに、カップリング曲はテレビ朝日系『プロサー』のエンディングテーマに使用された。表題曲に複数のタイアップが付くのは「ROCK YOUR BODY」以来2作ぶり、カップリング曲にタイアップが付くのは「ダダパラ!!」以来3作ぶりとなった。
- ジャケットが異なるMUSIC VIDEO盤とLIVE盤、CDのみ盤の3形態で発売された。MUSIC VIDEO盤には表題曲のミュージック・ビデオとメイキング映像が収録されたDVDが、LIVE盤には同年2月3日から3月30日に全国のライブハウスで敢行されたライブツアー『girl next door Live Tour 2012 〜Best Collection～』から「snowflakes」「七つの文字」「風のカプセル」のライブ映像が収録されたDVDが同梱された[1]。

## 収録曲
| 全作曲: 鈴木大輔。 |                                       |                  |            |                           |            |      |
| #                  | タイトル                              | 作詞             | 作曲・編曲 | 編曲                      | リミックス | 時間 |
| 1.                 | 「signal」                            | 五十嵐充         | 鈴木大輔   | girl next door & 五十嵐充 |            | 4:26 |
| 2.                 | 「プレシャスフレンド」                | 五十嵐充         | 鈴木大輔   | girl next door & 五十嵐充 |            | 4:08 |
| 3.                 | 「ダダパラ!! (JAPANATION Remix)」     | 千紗 & Kenn Kato | 鈴木大輔   |                           | DJ KAYA    | 3:59 |
| 4.                 | 「signal (Instrumental)」             |                  | 鈴木大輔   | girl next door & 五十嵐充 |            | 4:26 |
| 5.                 | 「プレシャスフレンド (Instrumental)」 |                  | 鈴木大輔   | girl next door & 五十嵐充 |            | 4:05 |

### 解説
1. signal
初めて千紗が作詞を手掛けていない楽曲で、共同編曲とサウンドプロデュースを務めた五十嵐充が作詞を手掛けた、恋に揺れる女性をテーマに書かれている[1][2]。先に敢行されていたライブハウスツアー『girl next door Live Tour 2012 〜Best Collection～』の最終日である東京・Shibuya O-EAST公演にてこの楽曲のデモ音源が初披露されていた[3]。
2. プレシャスフレンド
表題曲同様、五十嵐作詞による楽曲。前述通り『ニコニコ超会議』開催以前まではメンバーとスタッフ間でどちらを表題曲にするか悩まれたという[1]。
3. ダダパラ!! (JAPANATION Remix)
CDのみ盤のみ収録されたボーナス・トラックで、12thシングルの表題曲のリミックスバージョン。
4. signal (Instrumental)
表題曲のインストゥルメンタルバージョン。
5. プレシャスフレンド (Instrumental)
カップリング曲のインストゥルメンタルバージョン。

## 参加ミュージシャン
girl nent door
- 千紗：Vocal
- 鈴木大輔：Keyboards
- 井上裕治：Guitar

## タイアップ
- 日本テレビ系列情報ワイドショー『スッキリ!!』2012年5月度エンディングテーマ (#1)
- 日本テレビ系列生活情報番組『気になる通販ランキング!ポシュレデパート深夜店』オープニングテーマ (#1)
- テレビ朝日系『プロサー』エンディングテーマ (#2)

## 収録アルバム
- Life of Sound (#1)
- girl next door THE LAST (#1〜3)